# Všekary
Všekary (německy Schekarschen) jsou obec v okrese Plzeň-jih v Plzeňském kraji. Žije v ní 103 obyvatel.

## Historie
První písemná zmínka o obci pochází z roku 1115.

## Obyvatelstvo
| Rok            | 1869 | 1880 | 1890 | 1900 | 1910 | 1921 | 1930 | 1950 | 1961 | 1970 | 1980 | 1991 | 2001 | 2011 | 2021 |
| -------------- | ---- | ---- | ---- | ---- | ---- | ---- | ---- | ---- | ---- | ---- | ---- | ---- | ---- | ---- | ---- |
| Počet obyvatel | 242  | 246  | 273  | 335  | 335  | 333  | 362  | 190  | 192  | 169  | 132  | 94   | 82   | 109  | 104  |
| Počet domů     | 45   | 46   | 47   | 51   | 54   | 56   | 68   | 73   | 56   | 54   | 47   | 50   | 54   | 59   | 57   |

## Obecní správa
Mezi lety 1869–1950 Všekary byly obcí v okrese Horšovský Týn (1869–1930) a později v okrese Stod. V letech 1961–1980 patřily jako část obce k Neuměři. Od 1. května 1980 do 30. června 1984 patřily jako část obce ke Kvíčovicím. Od 1. července 1984 do 23. listopadu 1990 patřily jako část města k Holýšovu a od 24. listopadu 1990 jsou opět samostatnou obcí v okrese Domažlice. Do konce roku 2020 spadaly Všekary do okresu Domažlice, od začátku roku 2021 jsou součástí okresu Plzeň-jih.

### Obecní symboly
Znak a vlajka byly obci uděleny rozhodnutím předsedy Poslanecké sněmovny Parlamentu České republiky dne 21. dubna 2020.

## Pamětihodnosti
- Kostel svaté Barbory, patronky havířů z roku 1717–1724 u silnice 1 km nad vesnicí
- Kaple svatého Jana Nepomuckého na návsi
- Pomník obětem války na návsi
- V okolních lesích se nacházejí pozůstatky po těžbě olověné, zinkové a dalších rud. Jedná se o odvětrávací šachty a zbytky základů těžních věží. Např. cca 200 m od kostela svaté Barbory je panely zakrytá těžní jáma a betonové základy budov.

## Galerie

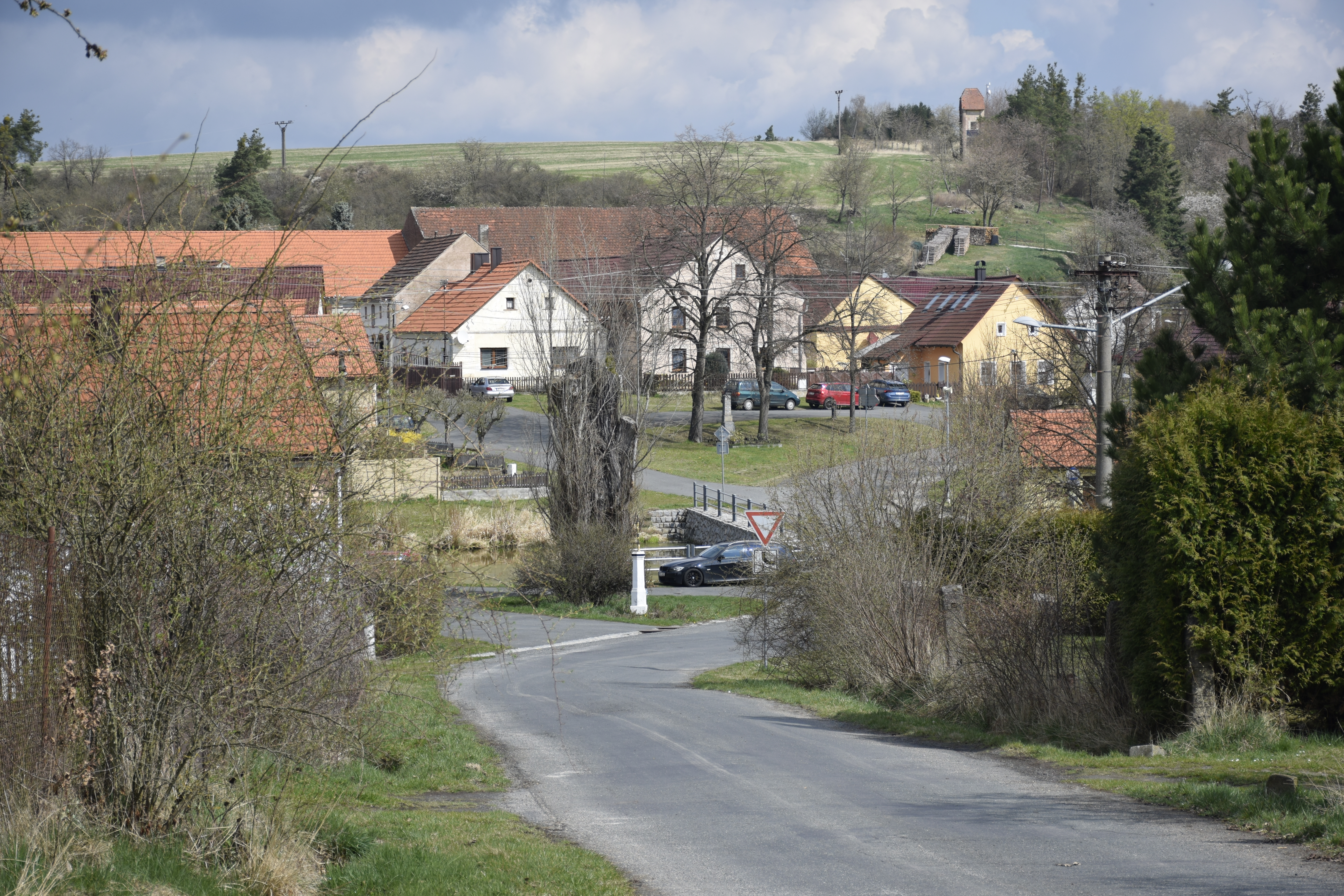
Pohled na náves (duben 2022)
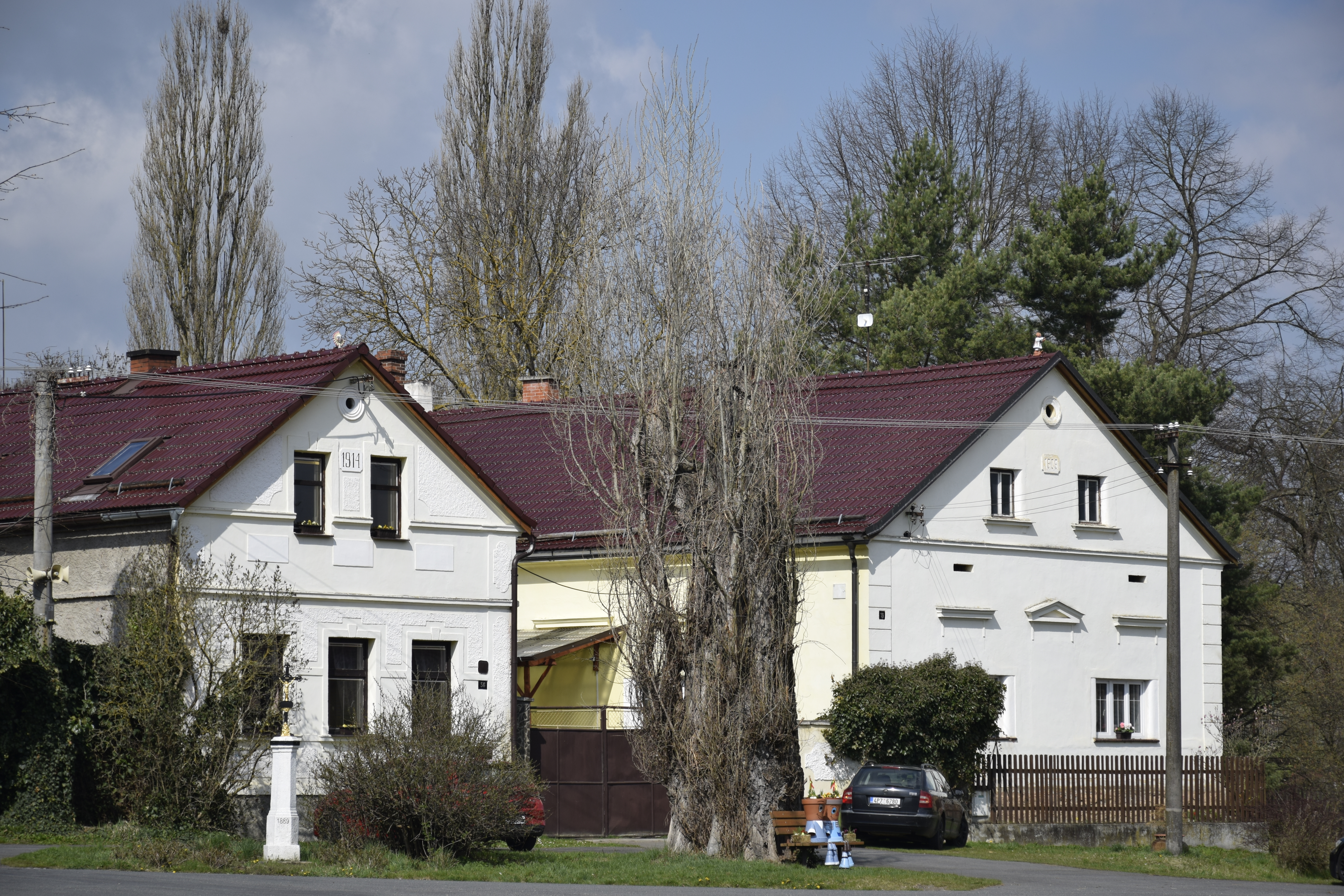
Statek
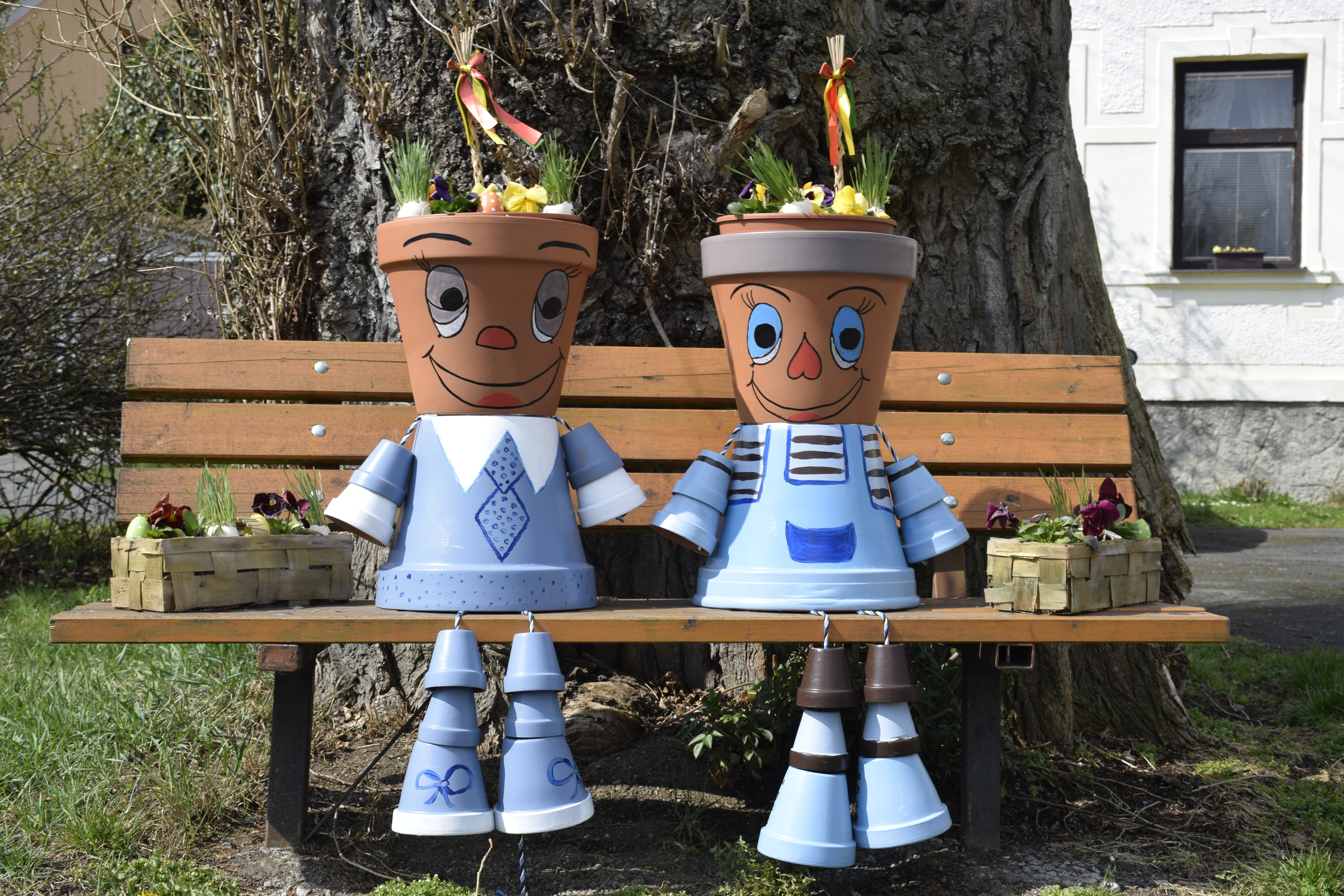
Lidová tvořivost
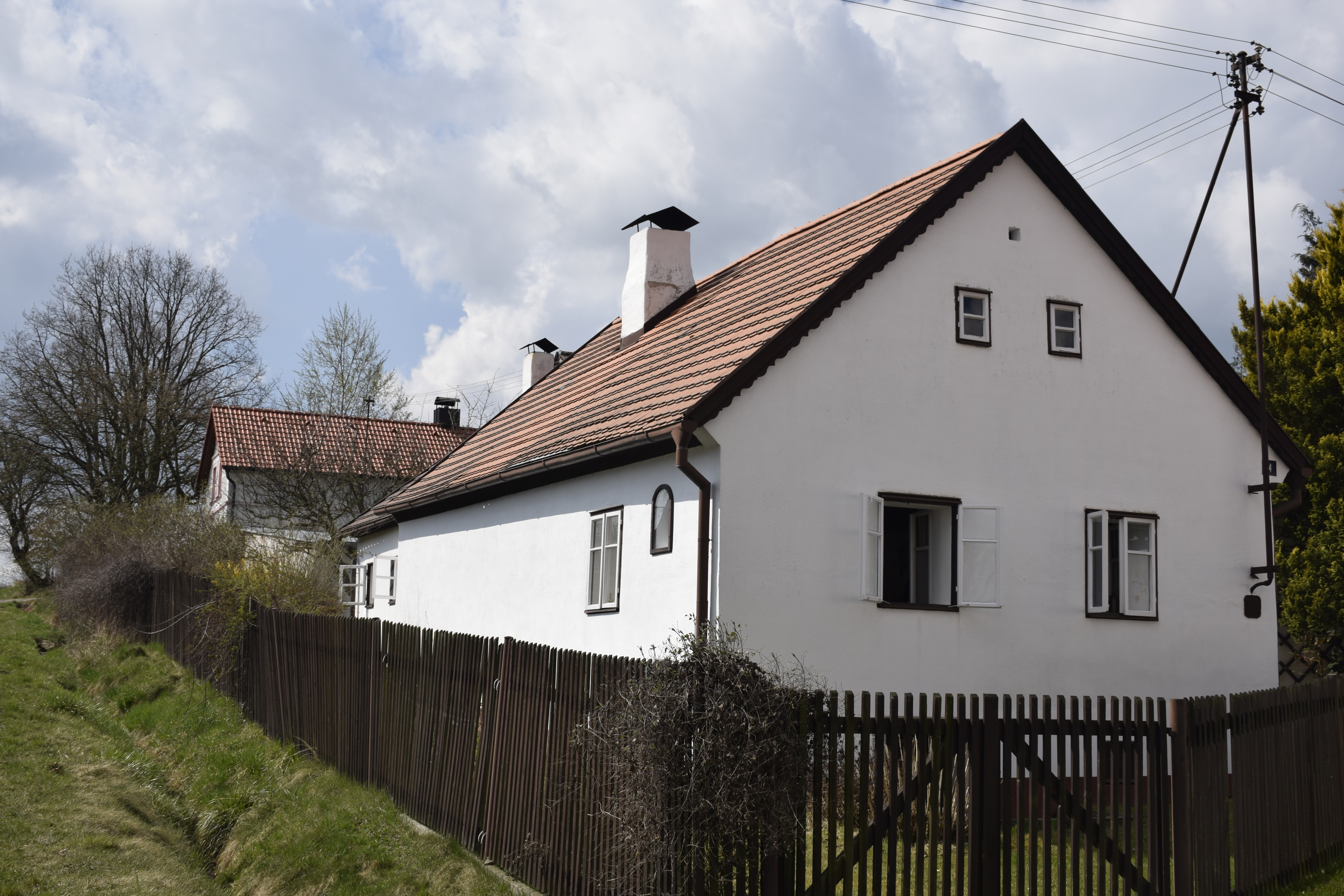
Chalupa